# Фрыч, Ян
Ян Фрыч (пол. Jan Frycz; род. 15 мая 1954) — польский актёр театра, кино, радио и телевидения.

## Биография
Ян Фрыч родился в Кракове. Актёрское образование получил в Государственной высшей театральной школе в Кракове, которую окончил в 1978 году. Дебютировал в кино в 1976 году, в театре в 1978. Актёр театров в Кракове и Варшаве, выступает в спектаклях польского «театра телевидения» (с 1979 года) и в радиопостановках «театра Польского радио».
Состоит в третьем браке. Отец шестерых детей, двое из которых — дочери Габриэла и Ольга (от первого и второго браков соответственно) — являются актрисами театра и кино.

## Избранная фильмография
- 1976 — Дагни / Dagny
- 1980 — Рыцарь / Rycerz
- 1982 — Великий Шу / Wielki Szu
- 1983 — Надзор / Nadzór
- 1987 — На серебряной планете / Na srebrnym globie
- 1988 — Crimen / Crimen (телесериал) — Стах Росинский
- 1990 — Прощание с осенью / Pożegnanie jesieni
- 1992 — Выброшенные из жизни / Zwolnieni z życia
- 1992 — Холостяцкая жизнь на чужбине / Kawalerskie życie na obczyźnie
- 1993 — Прощание с Марией / Pożegnanie z Marią
- 1994 — Список греховодниц / Spis cudzołożnic
- 1995 — Дама с камелиями / Dama kameliowa
- 1995 — Кроткая / Łagodna
- 1996 — Ночные граффити / Nocne graffiti
- 1996 — День большой рыбы / Dzień wielkiej ryby
- 1997 — Дети и рыбы / Dzieci i ryby
- 1997 — Люби и делай, что хочешь / Kochaj i rób co chcesz
- 2001 — Туда и обратно / Tam i z powrotem
- 2003 — Скажи, Габи / Powiedz to, Gabi
- 2003 — Порнография / Pornografia
- 2004 — Никогда в жизни! / Nigdy w życiu!
- 2004 — Удары / Pręgi
- 2004 — Непогребённый / Niepochowany
- 2006 — Ты только люби / Tylko mnie kochaj
- 2006 — Каждый из нас — Христос / Wszyscy jesteśmy Chrystusami
- 2007 — Хоровод / Korowód
- 2007 — Тайна секретного шифра / Tajemnica twierdzy szyfrów — Ханс Глобке, оберштурмбаннфюрер СС
- 2011 — Ох, Кароль 2 / Och, Karol 2
- 2011 — 80 миллионов / 80 milionów
- 2014 — Волчье солнце — Франтишек Сигунда, начальник контрразведки

## Признание
- 1986 — Награда председателя Комитета по делам радио и телевидения.
- 2001 — Награда за роль — 41-е Калишские театральные встречи.
- 2005 — Офицерский крест Ордена Возрождения Польши.
- 2005 — Серебряная медаль «За заслуги в культуре Gloria Artis».
- 2015 — Золотая медаль «За заслуги в культуре Gloria Artis».